# F-4 Phantom II
McDonnell Douglas F-4 Phantom II (първоначалният дизайн е с означение АН, но след това е заменен от F-4) е американски двуместен, двумоторен реактивен изтребител – прехващач, изтребител за наземна поддръжка и изтребител-бомбардировач от трето поколение, производство на концерна McDonnell Douglas.

## История
Историята по разработването на „F-4 Phantom“ започва в средата на ХХ век. През 1953 г. Пентагонът обявява конкурс за създаване на свръхзвуков палубен изтребител за ВМС на САЩ. В него участват компаниите „Vought Aircraft Industries“, Grumman Corporation и „McDonnell Douglas“.
Конкурсът е спечелен от фирмата „Vouge Aircraft Industries“, която получава поръчка за производство на свръхзвуковите палубни изтребители F-8 Crusader за ВМС на САЩ. По същото време поръчка за производство на лимитирана серия изтребители F-11 Tiger получава и „Grumman Corporation“.
Въпреки че компанията „McDonnell Douglas“ отпада от конкурса, разработеният проект за изтребител по-късно ще бъде доразработен в многоцелеви изтребител по поръчка на ВМС, с предназначение да замени остарелия F-3 Demon, да осигурява защита на флота и да прехваща съветските стратегически бомбардировачи.
На 18 ноември 1954 г. „McDonnell Douglas“ и ВМС на САЩ подписват договор за разработката на изтребителя. Скоро след това, когато още в първите полети F-4 показва скорост, по-висока от F-104 Starfighter, който по това време се намира на въоръжение във ВВС на САЩ, последните проявяват жив интерес към новата машина, и впоследствие поръчват „F-4 Phantom“ и за ВВС.
В самото начало F-4 се използва от ВМС на САЩ като прехващач, но скоро той е приет в Корпуса на морската пехота в качеството на самолет за наземна поддръжка. Невероятната здравина на конструкцията прави този изтребител първия тип самолет сред американските машини, който се използва едновременно от ВВС, ВМС и морската пехота.
„Phantom“ се налага в качеството си на прехващач, самолет за наземна поддръжка, самолет за ПВО, ударен самолет с далечен радиус на действие, самолет за отбрана на флота и разузнавателен самолет. Същевременно обаче понася и съществени загуби над Виетнам, където съветските изтребители МиГ-17 го поставят в неизгодна позиция със своята голяма маневреност.
F-4 е проектиран съгласно концепцията, че маневреният въздушен бой от времената на Втората световна война вече е отживял и повечето схватки с противника ще са ракетни и от голяма дистанция. Затова самолетът е снабден с ново поколение електроника. Бил първият сред американските самолети, който бил способен без помощта на наземни станции за направление да намира и унищожава цели, намиращи се на предела на визуалния контакт.
„Phantom“ за кратко време става любим на американските пилоти, най-вече поради факта че за кратко време достига скорост почти два пъти превишаваща звуковата. Според американски източници самолетът бил лесен за управление, надежден и добре защитен, давайки на пилотите сигурност в бойни мисии, че ще се завърнат живи у дома. Съвсем друга картина обаче се разкрива, ако се погледне бойната употреба на самолета през Виетнамската война. Създаден за далечен ракетен бой, F-4 се оказва неспособен да води маневрен въздушен бой (МВБ) с изтребителите на противника, а преобладаващия тип схватки над Виетнам са именно от типа МВБ („dog fight“). (Вж. Иван Бориславов и Александър Младенов, „Реактивните самолети“, изд. Еър Груп 2000). В тях северновиетнамските МиГ-15 показват по-голяма маневреност и по-голям секунден залп от оръдията (над 15 kg), докато „Phantom“ в близкия бой противодейства само с картечници от по-малък калибър.

## Рекорди
На F-4 са поставени няколко световни рекорда, като например рекорда за височина на полета 30 040 m (6 декември 1959), рекорд за скорост – 1606 mph. (22 ноември 1961) и рекорд за скорост на ниска височина – 902 km/h, който остава непроменен в продължение на 16 години.

## Експлоатация
F-4 започва да се произвежда през 1958 г. и остава на конвейерите до 1979 г., като за този период компанията произвежда 5195 машини. 5057 от тях са произведени в завода на „McDonnell Douglas“ в Сейнт Луис, щата Мисури, а други 138 са построени по лиценз в заводите на Mitsubishi Group в Япония. Връх в производството на F-4 се превръща 1967 г., когато заводът в Сейнт Луис излизат рекордните 72 самолета за месец.
Американските ВВС имали на въоръжение 2874 „Phantom“, а ВМС и морската пехота – 1264 машини.

## Снемане от въоръжение
Постоянно доработван и обновяван, „Phantom“ служи в 11 страни: Австралия, Великобритания, Германия, Гърция, Египет, Израел, Иран, Испания, Турция, Южна Корея и Япония.
Във Великобритания „Phantom“ едновременно служат във ВВС и в Кралския флот от 1968 до 1992 г. В САЩ „Phantom“ е изваден от активна служба през 1996 година. По това време самолетите от този вид имали нальот от над 2 735 000 km.
През 1998 г., когато се отбелязвал 40-годишният юбилей на „Phantom“, машината все още е на въоръжение в девет страни: Германия, Гърция, Египет, Израел, Иран, Испания, Турция, Южна Корея и Япония.
Страни, като Турция, Южна Корея, Германия, Гърция, Египет, Израел и Япония, смятат да модернизират машината, така че да служи до 2015 г.

## Въоръжение
Машината е оборудвана с бойно снаряжение, както следва:
- 1 x 20-mm оръдие, модел „M61 Vulcan“, 639 патрона;
- Около 8480 kg бомби, разположени на 9 външни усилени точки, включващо – касетъчни бомби, TV и лазерно насочвани бомби, ракетен отсек, ракети „въздух-земя“, антипрехващащи ракети, противокорабни ракети, ядрени бомби.
- Ракети – 4 x „AIM-7 Sparrow“, 4 x „AIM-9 Sidewinders“; доработка на гръцките F-4E и германските F-4F ICE с ракети „AIM-120 AMRAAM“, японските F-4EJ с ракети „AAM-3“, гръцките F-4E ще бъдат оборудвани с ракети „IRIS-T“. Иранските F-4s са преконструирани за ракети производство на Русия и Китай. Британските „Phantom“ (1978) използват вместо стандартните ракети „AIM-7 Sparrow“ ракети „Skyflash“.
- Горивни резервоари – вътрешни резервоари, побиращи х 370 галона (1420 l) + допълнителни резервоари на крилата с обем 600 или 610 галона (2310 или 2345 l).

## Бойни действия
Първите „Phantom“, използвани във военни действия от ВВС на САЩ, са модификацията F-4Cs, с които са оборудвани „555-и „Triple Nickel“ Тактически ескадрон“, по време на войната във Виетнам. which arrived in December 1964.
Бойното си кръщение машината получава в небето над Виетнам, на 2 април 1965 г., когато във въздушен бой се срещат със северновиетнамските изтребители МиГ-17Ф. Първата въздушна победа на F-4 „Phantom“ става факт на 10 юли 1965 г., когато е свален северновиатнамски МиГ-17s с ракета въздух-въздух – „AIM-9 Sidewinder“.
На 24 юли 1965 г. „Phantom“ от 47-и боен ескадрон е временно разположен във Виетнам. Изтребител F-4 „Phantom“ от тази част става първият свален, след като е поразен от ракета земя-въздух, а на 5 октомври 1966 г. F-4C, от „8-о тактическо бойно крило“, става първият американски реактивен изтребител свален от ракета въздух-въздух, изстреляна от МиГ-21.
| Изтребител   | Използвано Оръжие/Тактики   | МиГ-17 | МиГ-19 | МиГ-21 | Общо  |
| ------------ | --------------------------- | ------ | ------ | ------ | ----- |
| F-4C         | Ракета „AIM-7 Sparrow“      | 4      | 0      | 10     | 14    |
|              | Ракета „AIM-9 Sidewinder“   | 12     | 0      | 10     | 22    |
|              | 20 мм оръдие                | 3      | 0      | 1      | 4     |
|              | Меневри                     | 2      | 0      | 0      | 2     |
| F-4D         | Ракета „AIM-4 Falcon“       | 4      | 0      | 1      | 5     |
|              | Ракета „AIM-7 Sparrow“      | 4      | 2      | 20     | 26    |
|              | Ракета „AIM-9 Sidewinder“   | 0      | 2      | 3      | 5     |
|              | 20 мм оръдие                | 4.5    | 0      | 2      | 6.5   |
|              | Маневри                     | 0      | 0      | 2      | 2     |
| F-4E         | Ракета „AIM-7 Sparrow“      | 0      | 2      | 8      | 10    |
|              | Ракета „AIM-9 Sidewinder“   | 0      | 0      | 4      | 4     |
|              | Ракета „AIM-9“+20 мм оръдие | 0      | 0      | 1      | 1     |
|              | 20 мм оръдие                | 0      | 1      | 4      | 5     |
|              | Маневри                     | 0      | 1      | 0      | 1     |
| Общо свалени |                             | 33.5   | 8      | 66     | 107.5 |

## Стойност
|                                                            | F-4C            | RF-4C            | F-4D            | F-4E             |
| ---------------------------------------------------------- | --------------- | ---------------- | --------------- | ---------------- |
| Разходи за един самолет, на отдел „Разработка и планиране“ |                 | 61,200 през 1973 |                 | 22,700 през 1973 |
| Корпус                                                     | 1 388 725       | 1 679 000        | 1 018 682       | 1 662 000        |
| Двигател                                                   | 317 647         | 276 000          | 260 563         | 393 000          |
| Електроника                                                | 52,287          | 293 000          | 262 101         | 299 000          |
| Въоръжение                                                 | 139 706         | 73,000           | 133 430         | 111 000          |
| Оръдия                                                     |                 |                  | 6,817           | 8,000            |
| Производствени разходи                                     | 1.9 млн.        | 2.3 млн.         | 1.7 млн.        | 2.4 млн.         |
| Разходи за модификации                                     | 116 289 by 1973 | 55,217 by 1973   | 233 458 by 1973 | 7,995 by 1973    |
| Разходи за един летателен час                              | 924             | 867              | 896             | 896              |
| Разходи за поддръжка за един летателен час                 | 545             | 545              | 545             | 545              |

Бележка: Цените са в щатски долари, през 1965 година и не са съобразени с инфлацията.

## Безпилотен апарат
На 9 януари 2008 година от безпилотен самолет „QF-4“ (модификации на F-4 „Phantom“), за първи път е осъществен пуск на бойни ракети клас „въздух-земя“.
Основното бойно предназначение на преоборудованите в безпилотни самолети „Phantom“ е създаването на ново средство за атака на ПВО на противника.
Предполага се, че използваните безпилотни модификации на F-4 ще позволят да се намалят човешките жертви сред пилотите при изпълнение на такъв род задачи.
Демонстрирано е и водене на ответен огън от този вид машина.